# Frente Polisario
El Frente Polisario, Frelisario o simplemente Polisario —abreviatura del Frente Popular de Liberación de Saguía el Hamra y Río de Oro (en árabe: الجبهة الشعبية لتحرير الساقية الحمراء ووادي الذهب‎, romanizado: al-Jabhah al-Shaʿbiyah Li-Taḥrīr as-Sāqiyah al-Ḥamrāʾ wa Wādī al-Dhahab)— es un movimiento de liberación saharaui que reclama la soberanía del Sahara Occidental.
Nacido de una organización nacionalista saharaui denominada Movimiento Nacional de Liberación Saharaui, el Frente Polisario se fundó formalmente en 1973 con el objetivo de iniciar una lucha armada contra el Sahara español. Este conflicto se prolongó hasta 1975, cuando España, en cumplimiento de acuerdos internacionales, abandonó el territorio, que fue inmediatamente invadido por sus vecinos Marruecos y Mauritania. El Polisario emprendió entonces una guerra para expulsar a ambos ejércitos: logró que Mauritania renunciara a sus pretensiones sobre el Sáhara Occidental en 1979 y continuó su campaña militar contra Marruecos hasta el alto el fuego de 1991, a la espera de un referéndum auspiciado por la ONU que, desde entonces, ha sido reiteradamente pospuesto. En 2020, el Frente Polisario declaró roto el cese de hostilidades y reanudó el conflicto armado.
Las Naciones Unidas reconocen al Frente Polisario como el representante legítimo del pueblo saharaui y afirman su derecho a la autodeterminación. Sin embargo, el Frente Polisario está prohibido en las zonas del Sáhara Occidental bajo control marroquí, donde incluso izar su bandera (adoptada como bandera nacional saharaui) es considerado ilegal. A nivel internacional, es miembro consultivo de la Internacional Socialista.

## Historia

### Fundación en el Sahara Español

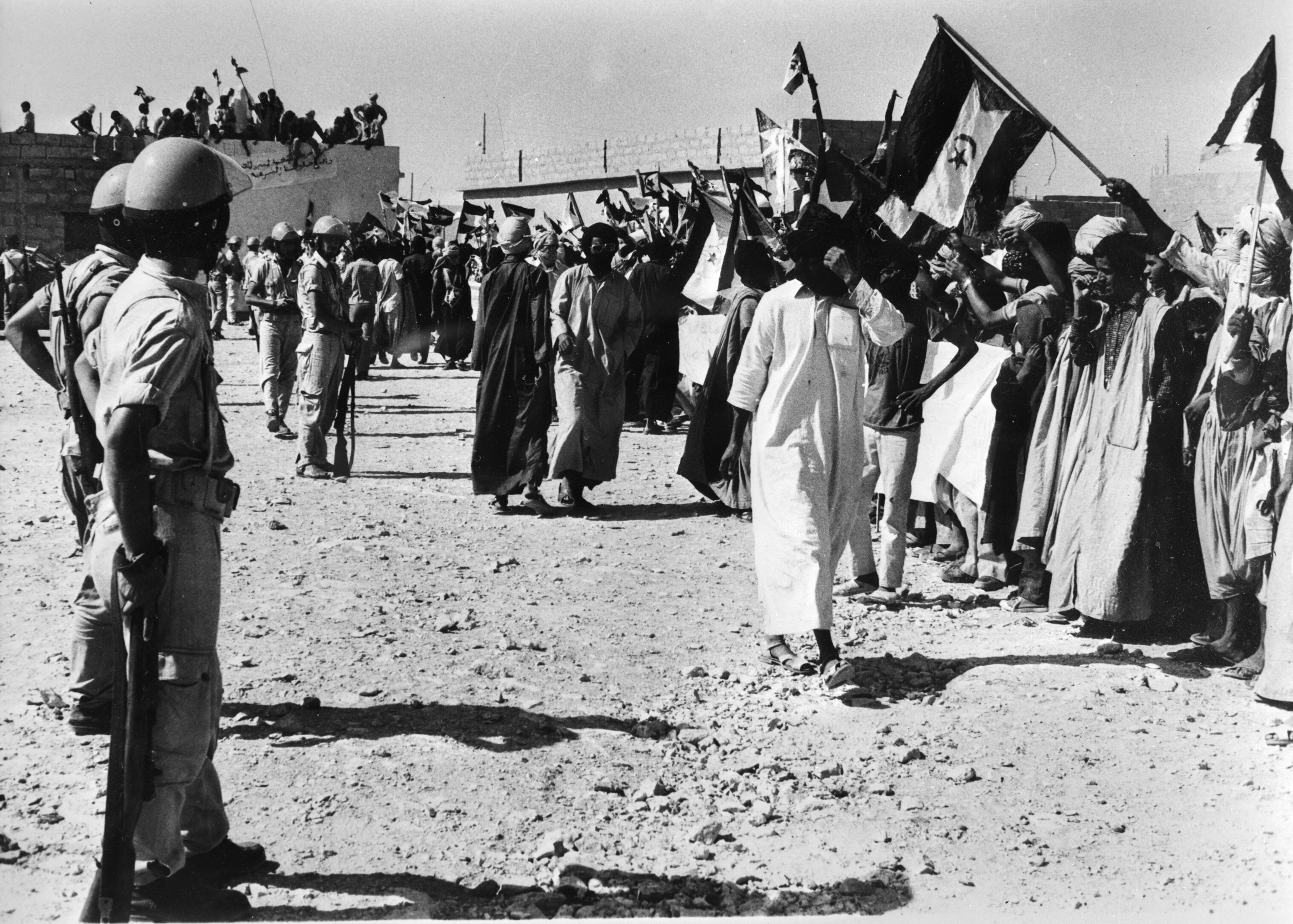
Soldados españoles vigilando una manifestación del Frente Polisario contra el Partido de Unión Nacional Saharaui (25 de agosto de 1975)

El Frente Polisario es el sucesor del Movimiento para la Liberación del Sahara, de finales de la década de 1960, dirigido por Mohamed Sidi Brahim Basir, que desapareció a manos de la policía territorial española en una insurrección en 1970 en El Aaiún, en la que varios saharauis fueron abatidos por la Legión Española durante la dictadura de Franco.
Varios grupos de saharauis (estudiantes saharauis en Marruecos, trabajadores y soldados del Sáhara español, refugiados de Mauritania) formaron el 10 de mayo de 1973 en Zuérate (Mauritania) el Frente Polisario, de carácter socialista y arabista, que tomó como modelo la revolución de Argelia y con el propósito de alcanzar la independencia del territorio del dominio colonial español. Su primer secretario general fue Brahim Gali. El Frente fundó poco después el Ejército de Liberación Popular Saharaui como su ala militar, con el apoyo armamentístico del gobierno de Muamar el Gadafi. El día 20 de mayo de 1973 realizan su primer atentado contra cinco agentes indígenas de la Policía Territorial en Janquel Quesat, al norte de Edchera. El periódico 20 de Mayo toma su nombre de esta acción. Desde entonces sus atentados se basaron en una estrategia de guerra de guerrillas, la primera en el mundo organizada en un desierto y a gran escala.
El 5 de mayo de 1974 El Uali Mustafa Sayed fue nombrado secretario general del Frente Polisario en su segundo congreso. De esta época y hasta la salida de los españoles del Sahara, Polisario fue el responsable de acciones terroristas contra los propios españoles y saharauis, con objetivos civiles, militares, económicos (Fos Bucraa) y políticos, como contra las patrullas de Mahbes y Esmara, Tifariti, Ahmed Uld Brahim, o Antonio Martín. En octubre de 1975 mostró su apoyo al grupo terrorista FRAP ante las ejecuciones de septiembre de ese año.
El 1 de mayo de 1977 el Frente Polisario asaltó la ciudad minera de Zouerate, Mauritania, secuestró a seis técnicos franceses en minería de hierro y mató a dos civiles. El Polisario secuestró a dos civiles más en octubre. Fueron liberados en diciembre.
Su primer secretario general del Frente Polisario fue Brahim Gali. El 20 de mayo, la nueva organización atacó El-Khanga, donde había un puesto español atendido por un equipo de Tropas Nómadas (Sahrawi con personal auxiliar), que fue invadido y se incautaron rifles. Una Misión de visita de la ONU, encabezada por Simeon Aké, que se llevó a cabo en junio de 1975 concluyó que el apoyo saharaui a la independencia (a diferencia del dominio español o la integración con un país vecino) equivalía a un "consenso abrumador" y que el Frente Polisario era la fuerza política más poderosa del país. Con la ayuda de Argelia, el Polisario estableció su sede en Tindouf.

### Marcha Verde invasión de Marruecos (1975) y guerra del Sahara Occidental (1975-1991)
Desde 1975 la organización se estaciona en Tinduf, territorio argelino. Con el Acuerdo Tripartito de Madrid del 14 de noviembre de 1975, considerado nulo por la ONU, la guerrilla continúa combatiendo a los países vecinos que se habían repartido el territorio, Marruecos en el norte y Mauritania en el sur.

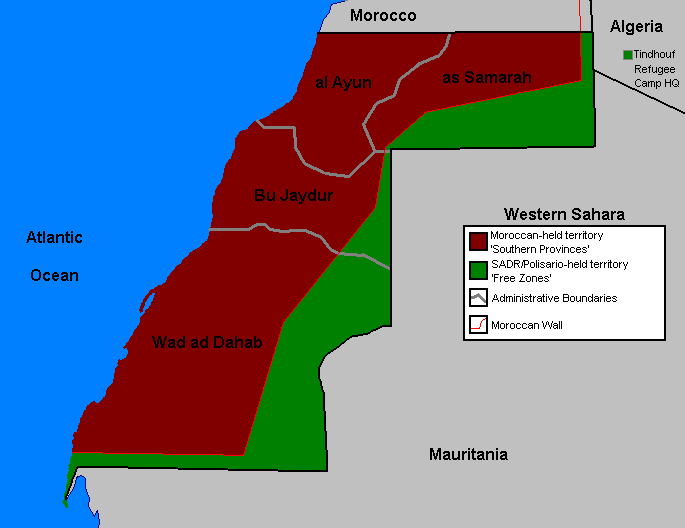
Territorio controlado por el Polisario (en verde) al este del muro marroquí.

El mismo año la misión visitadora de Naciones Unidas reconoce al movimiento como la única fuerza política dominante en el territorio. El 27 de febrero de 1976, el Polisario proclama desde Bir Lehlu (Sahara Occidental) la República Árabe Saharaui Democrática (RASD) y a El Uali como su primer presidente, considerándose por muchos países un gobierno en el exilio. El 8 de junio de 1976, alrededor de doscientos guerrilleros saharauis atacan Nuakchot, la capital mauritana, después de haber recorrido más de 1000 km por el desierto. El Uali estaba entre ellos, y muere al día siguiente en la retirada. El 10 de junio de 1976, Mahfoud Ali Beiba asume de forma interina el cargo de secretario general del Polisario, hasta la celebración del III Congreso del movimiento, que nombra el 30 de agosto a Mohamed Abdelaziz como nuevo secretario general.
Prosiguieron los ataques contra Mauritania, logrando el 5 de agosto de 1979 que Mauritania cediese su parte del Sahara Occidental al Frente Polisario, pero esto no es reconocido por Marruecos, que se anexiona esa zona el 11 de agosto. A raíz de dicha anexión, la ONU aprueba una resolución en la que reconoce al Frente Polisario como el legítimo representante del pueblo saharaui, mientras que considera a Marruecos como una potencia ocupante.
A partir de 1981 y hasta 1987 Marruecos cambia su estrategia militar al construir una serie de ocho muros en el desierto, con una longitud de más de 2000 km, sembrado con millones de minas, que impide la movilidad de los guerrilleros saharauis, pero que corta el territorio en dos.
La RASD era miembro de la Organización para la Unidad Africana (OUA) y es miembro fundador de la Unión Africana (sucesora de la OUA). Ha sido reconocida como Estado soberano por 85 países, la mayoría africanos o latinoamericanos. Otros muchos países, como los europeos, no la reconocen, pero sí al Polisario como representante legítimo de los saharauis.
Los combates siguen hasta el 6 de septiembre de 1991, día en el que se acuerda un alto el fuego. La Misión de Naciones Unidas para el referendo en el Sahara Occidental (MINURSO) es el organismo encargado de velar por el alto el fuego y preparar un referéndum, cuya celebración se preveía para 1992  y que todavía no ha sido celebrado. El conflicto continúa en el mismo punto; Marruecos ha permanecido como fuerza ocupante en el 80% de un territorio donde explota los recursos naturales en contra del derecho internacional. Pese a que la comunidad internacional continúa en la senda de promover un referéndum, las alianzas de Marruecos con Francia y Estados Unidos, ambos con derecho a veto en el Consejo de Seguridad de la ONU, estiran un conflicto que ha costado miles de vidas y desplazados.
Tras la apresurada retirada española de su antigua provincia, existen diversos ataques y secuestros a barcos pesqueros canarios que faenaban ilegalmente[cita requerida] en la costa saharaui bajo bandera marroquí, documentados en el periodo de 1977 a 1987, algunos atribuidos al Frente Polisario e incluso reivindicados por este, como el ataque al patrullero Tagomago de la Armada y otros atribuidos a militares marroquíes por los supervivientes de dichos ataques pero que en opinión de algunos comentaristas, como Antonio Herrero, podrían atribuirse también al Polisario, mientras que otras fuentes apuntan a la autoría de Marruecos. Dentro de estos se encuentran el ataque al pesquero Mencey de Abona o al Cruz del Mar. A finales del año 2000 el Ministerio del Interior de España, a través de la Oficina de Atención al Ciudadano y Asistencia a las Víctimas del Terrorismo, había atendido peticiones de víctimas de los atentados del Frente Polisario, dentro de la Ley de Solidaridad con las Víctimas del Terrorismo.

No garantizamos la vida de los que transiten por el Sahara o por sus aguas tradicionales
Hach Ahmed, rueda de prensa en Las Palmas el 14 de abril de 1977

En 1985 tras el ataque a la patrulla de la Armada Española Tagomago, el ministro de Exteriores Francisco Fernández Ordóñez expulsó de España a todos los miembros del Frente Polisario.
Dentro del propio Frente Polisario existen varias organizaciones, como la Unión General de Trabajadores de Saguía el Hamra y Río de Oro, la Unión Nacional de Mujeres Saharauis, o la Unión de la Juventud de Saguía el Hamra y Río de Oro, que nació en 1984.

### Desde MINURSO (1991) a la actualidad

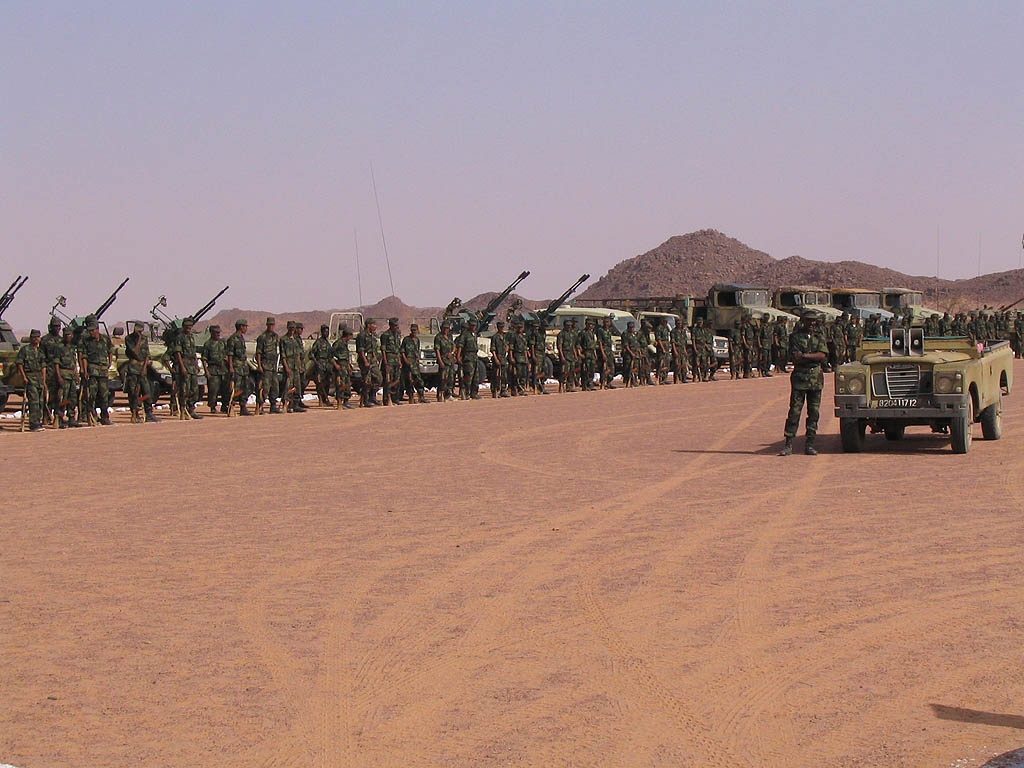
Tropas del Frente Polisario en 2005 cerca de Tifariti, para celebrar el 32.º aniversario del movimiento.

En Tinduf están organizados los campos de refugiados saharauis. Hasta hace un tiempo tenían en su poder unos quinientos soldados marroquíes como prisioneros de guerra (de los más de dos mil que llegaron a capturar), algunos desde hace más de veinticinco años, si bien fueron liberados después de presiones internacionales por parte de Estados Unidos, España o Libia. Los últimos cuatrocientos cuatro prisioneros fueron puestos en libertad, de manera unilateral, el 19 de agosto de 2005. Mientras ciento cincuenta y un prisioneros de guerra saharauis siguen siendo reclamados por el Polisario a Marruecos que niega tener algún dato sobre ellos.
El 9 de noviembre de 2020 denuncia que Marruecos está mandando fuerzas a la zona del paso de Guerguerat y avisa de que responderá "con firmeza a cualquier agresión", advirtiendo de que supondría "el fin del alto el fuego" pactado en 1991 y el inicio de "una nueva guerra total en la región".
El 14 de noviembre de 2020 estalla nuevamente la guerra en el Sahara Occidental al declarar el Frente Polisario roto el alto el fuego, en respuesta a la intervención de unidades militares marroquíes para expulsar a activistas saharauis cuando estos se manifestaban y bloqueaban, desde el 21 de octubre, el paso fronterizo de Guerguerat.

### Actitudes a la lucha armada
El Frente Polisario ha sido señalado de haber atacado civiles y ataques terroristas, y envió sus condolencias a Marruecos después de los ataques de Casablanca de 2003. Describe su lucha como una "guerra limpia de liberación nacional". Desde 1989, cuando se concluyó por primera vez el alto el fuego, el movimiento ha declarado que perseguirá su objetivo de la independencia del Sáhara Occidental por medios pacíficos siempre que Marruecos cumpla con las condiciones del alto el fuego, que incluyen la organización de un referéndum sobre la independencia, reservándose el derecho de reanudar lucha armada si objetivamente se incumplen los términos, por ejemplo, si no se realiza el referéndum. Mohamed Abdelaziz ha declarado repetidamente que la retirada marroquí del Plan de Arreglo de 1991 y la negativa a firmar el Plan Baker de 2003 conduciría lógicamente a la guerra desde su perspectiva si la comunidad internacional no interviene.
Por el contrario, las relaciones entre el Polisario y Mauritania tras un tratado de paz en 1979 y el reconocimiento de la RASD por parte de Mauritania en 1984, con la retirada de este último del Sáhara Occidental, han sido tranquilas y generalmente neutrales sin informes de enfrentamientos armados de ninguno de los lados.
La serie de protestas y disturbios de 2005 por parte de saharauis en "los territorios ocupados" (Intifada por la Independencia (Sáhara Occidental)) recibió un fuerte apoyo vocal del Polisario como un nuevo punto de presión sobre Marruecos. Abdelaziz las caracterizó como un camino sustituto de la lucha armada e indicó que si la protesta pacífica era aplastada, en su opinión, sin un referéndum próximo, sus fuerzas armadas intervendrían

## Ideología

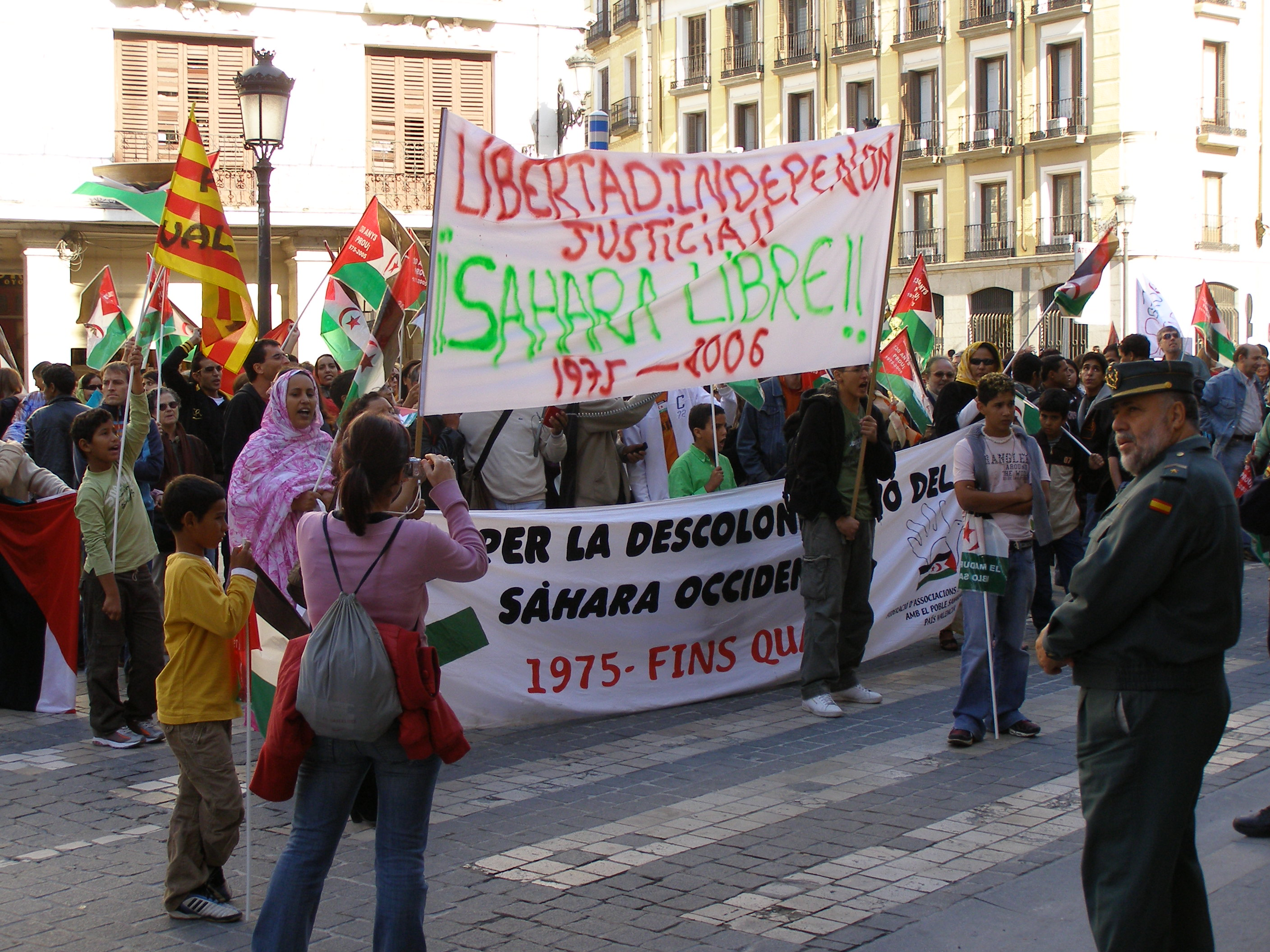
Manifestación prosaharaui en Madrid (11 de noviembre de 2006).

Se trata de un partido político único de ideología nacionalista saharaui, cuyo principal objetivo el gobierno del Sáhara Occidental en la forma de la República Árabe Saharaui Democrática.  
Cuenta con una efectiva política de comunicación pro saharaui integrada por activistas individuales, como Aminatou Haidar, u organizaciones periodísticas, culturales o de derechos humanos, para obtener financiación y apoyos internacionales para su causa.    
A principios de la década de 1970 el Polisario adoptó una retórica socialista inspirada en la revolución de Argelia, en línea con la mayoría de los movimientos de liberación nacional de la época de la guerra Fría árabe. La constitución de la república saharaui da una idea del contexto ideológico de la organización. A finales de la década de 1970, para ampliar los apoyos internacionales en la guerra del Sahara, se eliminaron las referencias al socialismo en la constitución de la república. En 1991 con la caída de la URSS, el Polisario adoptó una postura pública a favor del libre mercado.

## Relaciones con Argelia
Argelia ha mostrado un apoyo incondicional al Frente Polisario desde 1975, entregando armas, entrenamiento, ayuda financiera y alimentos, sin interrupción durante más de 30 años. En 1976, Argelia calificó la toma del Sáhara Occidental por parte de Marruecos como una invasión "lenta y asesina" contra la lucha enérgica de las guerrillas del Sáhara.

## Estructura

### Antecedentes organizacionales
Hasta 1991, la estructura del Frente Polisario era muy diferente a la actual. Fue, a pesar de algunos cambios, heredado de antes de 1975, cuando el Frente Polisario funcionaba como un movimiento guerrillero pequeño y muy unido, con unos pocos cientos de miembros. En consecuencia, hizo pocos intentos de división de poderes, concentrando la mayor parte del poder de decisión en los niveles superiores del Polisario para lograr la máxima eficiencia en el campo de batalla. Esto significaba que la mayor parte del poder estaba en manos del Secretario General y un comité ejecutivo de nueve hombres, elegidos en los congresos y con diferentes responsabilidades militares y políticas. Un Politburó de 21 hombres verificaría aún más las decisiones y conectaría el movimiento con sus "organizaciones de masas" afiliadas, UGTSARIO, UJSARIO y UNMS (ver más abajo).
Pero después de que el movimiento asumiera el papel de estado en espera en 1975, con base en los campos de refugiados en Tindouf, Argelia, esta estructura demostró ser incapaz de hacer frente a su enorme responsabilidades ampliadas. Como consecuencia, la antigua estructura militar se unió a la nueva administración de campo de refugiados de base que se había impuesto en Tinduf, con su sistema de comités y asambleas de campo elegidas. En 1976, la situación se complicó aún más cuando la República Saharaui asumió funciones de gobierno en los campamentos y territorios del Sáhara Occidental controlados por el Polisario. Las instituciones de la RASD y el Polisario a menudo se superponían, y su división de poder a menudo era difícil de determinar.

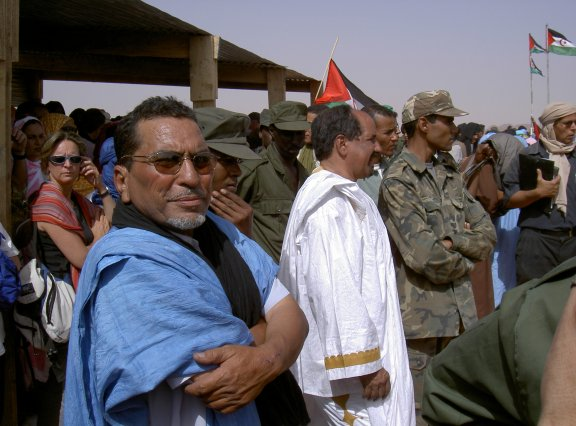
Mohamed Abdelaziz, el ex secretario general del Frente Polisario (de blanco).

No se logró una fusión más completa de estos diferentes patrones organizativos (organización militar/campos de refugiados/RASD) hasta el congreso de 1991, cuando las organizaciones del Polisario y la RASD fueron revisadas, integradas en la estructura del campamento y separadas aún más entre sí. Esto siguió a las protestas que pedían la expansión de la democracia interna del movimiento y también condujo a importantes cambios de personal en los niveles superiores tanto del Polisario como de la RASD.

### Estructura actual

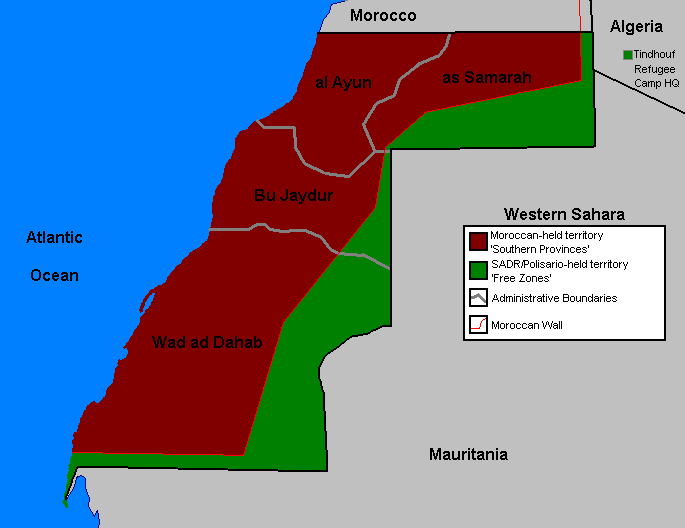
Territorio controlado por el Polisario (en verde) al este del Muro marroquí

El Frente Polisario está dirigido por un Secretario General. El primer Secretario General fue Brahim Gali, reemplazado en 1974 por El-Ouali en el II Congreso del Frente Polisario, seguido por Mahfoud Ali Beiba como Secretario General Interino a su muerte. En 1976, Mohamed Abdelaziz fue elegido en el III Congreso del Polisario y ocupó el cargo hasta su muerte en 2016. El Secretario General es elegido por el Congreso General Popular (GPC), convocado periódicamente cada cuatro años. El GPC está integrado por delegadas de los Congresos Populares de los campos de refugiados de Tinduf, que se celebran semestralmente en cada campo, y por delegadas de la organización de mujeres (UNMS), organización de jóvenes (UJSARIO), organización de trabajadores (UGTSARIO) y delegados militares del SPLA (ver más abajo).
Todos los residentes de los campamentos tienen derecho a voto en los Congresos Populares y participan en el trabajo administrativo del campamento a través de células básicas de 11 personas, que forman la unidad más pequeña de la estructura política del campamento de refugiados. Por lo general, estos se ocupan de la distribución de alimentos, agua y educación en su área, uniéndose a órganos de nivel superior (que abarcan varios campamentos) para cooperar y establecer cadenas de distribución. No hay afiliación formal al Polisario; en cambio, se considera miembro a cualquiera que participe en su trabajo o viva en los campos de refugiados.
Entre congresos, el órgano supremo de decisión es el Secretariado Nacional, encabezado por el Secretario General. El NS es elegido por el GPC. Se subdivide en comités que se ocupan de la defensa, asuntos diplomáticos, etc. La Sociedad Nacional de 2003, elegida en el XI GPC en Tifariti, Sáhara Occidental, tiene 41 miembros. Doce de ellos son delegados secretos de las áreas del Sáhara Occidental controladas por Marruecos. Este es un cambio en la política, ya que el Polisario tradicionalmente limitó los nombramientos políticos a diáspora saharauis, por temor a la infiltración y dificultades para comunicarse con los saharauis en los territorios controlados por Marruecos. Probablemente tiene la intención de fortalecer la red clandestina del movimiento en el Sáhara Occidental controlado por Marruecos, y vincularse con el activismo saharaui por los derechos civiles que crece rápidamente.
En 2004, una fracción de oposición anti-cese al fuego y anti-Abdelaziz, el Frente Polisario Khat al-Shahid anunció su existencia, en la primera ruptura con el principio de "unidad nacional" (es decir, trabajar en una sola organización para prevenir conflictos internos). Pide reformas en el movimiento, así como la reanudación de las hostilidades con Marruecos. Pero sigue siendo de poca importancia para el conflicto, ya que el grupo se había dividido en dos facciones, y el Polisario se ha negado a dialogar con él, afirmando que las decisiones políticas deben tomarse dentro del sistema político establecido.
El orden organizativo que se describe a continuación se aplica hoy y se finalizó aproximadamente en las reformas internas del movimiento de 1991, aunque desde entonces se han realizado cambios menores.

## Deserciones
Desde finales de la década de 1980, varios miembros del Polisario han decidido interrumpir sus actividades militares o políticas para el Frente Polisario. La mayoría de ellos regresaron de los campos de refugiados saharauis en Argelia a Marruecos, entre ellos algunos miembros fundadores y altos funcionarios. Algunos de ellos ahora están promoviendo activamente la soberanía marroquí sobre el Sáhara Occidental, que Marruecos considera sus Provincias del Sur.

## Relaciones exteriores

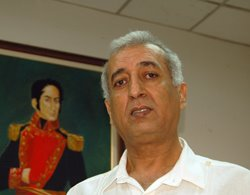
Omar Emboirik Ahmed, embajador de la República Sarahui en Venezuela

Hoy 38 países de todo el mundo reconocen la legitimidad del Polisario sobre el Sáhara Occidental. El apoyo al Frente Polisario provino principalmente de los nuevos estados africanos independientes, incluidos Angola y Namibia. La mayor parte del mundo árabe había apoyado a Marruecos; sólo Argelia y Libia han dado, en diferentes momentos, un apoyo significativo al Polisario. Irán reconoció a la RASD en 1980, Mauritania había reconocido a la RASD en 1984, y Siria y Yemen del Sur habían apoyado la posición del Polisario sobre el conflicto cuando todos eran miembros del Frente de Rechazo. Además, muchos países del tercer mundo no alineados han apoyado al Frente Polisario. Los lazos con el Fretilin de Timor Oriental (ocupado por Indonesia en 1975) eran excepcionalmente fuertes y siguen siéndolo después de la independencia de ese país; tanto el Polisario como el Fretilin han argumentado que existen numerosos paralelismos históricos entre los dos conflictos.
Los principales patrocinadores políticos y militares del movimiento fueron originalmente Argelia y Libia, con Cuba en un distante tercer lugar. Mauritania también intenta evitar involucrarse y equilibrar entre Marruecos y los partidarios del Polisario en Argelia, aunque reconoce formalmente a la RASD como el gobierno del Sáhara Occidental desde 1984 y tiene una importante población de refugiados saharauis (alrededor de 30.000) en su territorio. El apoyo de Argelia sigue siendo fuerte, a pesar de la preocupación del país por su propia guerra civil argelina. El Polisario depende prácticamente de sus bases y campos de refugiados, ubicados en suelo argelino. Si bien el derecho de los saharauis a emprender una lucha armada contra Marruecos ha ayudado a equipar al SPLA, el gobierno también parece haber prohibido al Polisario volver a la lucha armada después de 1991, intentando ganarse el favor de EE. UU. y Francia y evitar inflamar su ya malas relaciones con Marruecos.
Además de las Fuerzas Armadas Nacionales del Pueblo Argelino, las organizaciones internacionales como la OMS y ACNUR proporcionan ayuda material y humanitaria, alimentos y recursos de emergencia. Valiosas contribuciones provienen también de las fuertes organizaciones solidarias españolas.

### Sáhara Occidental en la Guerra Fría
La guerra abierta más intensa en el conflicto del Sáhara Occidental ocurrió durante la Guerra Fría. Sin embargo, el conflicto nunca se arrastró por completo a la dinámica estadounidense-soviética como muchos otros conflictos. Esto se debió principalmente a que ambas partes trataron de evitar una participación abierta, lo que requeriría un colapso en las relaciones con Marruecos o Argelia, los principales actores del norte de África, y porque ninguno lo vio como un frente importante. Marruecos estaba firmemente arraigado en el campo estadounidense, mientras que Argelia se alineó generalmente con la Unión Soviética durante la década de 1970, y tomó una posición "tercermundista" más independiente después de eso.
Estados Unidos reivindicó la neutralidad política sobre el tema, pero apoyó militarmente a Marruecos contra el Polisario durante la Guerra Fría, especialmente durante la Administración Reagan. A pesar de esto, el Polisario nunca recibió contraapoyo de la Unión Soviética (o de la República Popular China, el tercer y menor actor en la Guerra Fría). En cambio, todo el Bloque del Este decidió a favor de los lazos y el comercio con Marruecos y se negó a reconocer a la RASD. Esto hizo que el Polisario dependiera casi por completo principalmente de Argelia y Libia y de algunos países del tercer mundo africanos y latinoamericanos para el apoyo político, además de algunas ONG de países europeos (Suecia, Noruega, España, etc.) que generalmente solo abordaron el tema desde una perspectiva humanitaria. ángulo. El alto el fuego coincidió con el final de la Guerra Fría. El interés mundial en el conflicto pareció expirar en la década de 1990 cuando la cuestión del Sáhara se hundió gradualmente en la conciencia pública debido a la disminución de la atención de los medios.

### Reconocimiento internacional de la RASD
Una disputa diplomática clave entre Marruecos y el Polisario es sobre el reconocimiento diplomático internacional de la RASD como estado soberano y gobierno legítimo del Sáhara Occidental. En 2004, Sudáfrica anunció el reconocimiento formal de la RASD, retrasado durante diez años a pesar de las promesas inequívocas de Nelson Mandela cuando cayó el apartheid. Esto se produjo ya que el referéndum anunciado para el Sáhara Occidental nunca se llevó a cabo. Kenia y Uruguay siguieron en 2005, y las relaciones mejoraron en algunos otros países, mientras que otros cancelaron el reconocimiento de la RASD (Albania[cita requerida], Chad[cita requerida], Serbia); en 2006, Kenia suspendió su decisión de reconocer a la RASD para actuar como parte mediadora.